# Dragostea Din Tei (O-Zone-dal)
A Dragostea Din Tei a moldovai O-Zone popzenekar leghíresebb dala. A szám 2004. április 19-én került bemutatásra. 3 perc 34 másodpercig tart. A szám az együttes "DiscO-Zone" című stúdióalbumáról származik. A dalért az Ultra Records és a Polydor Records kiadók "kaszáltak". Bemutatása idején a dal az Eurochart Hot 100-as listán az első helyen állt. A dalszöveget Dan Bălan írta, illetve ő, Arsenie Todiras és Radu Sarbu énekelték. Romániában legelőször 2003-ban mutatkozott be, majd 2004-ben a világ többi táján. Az O-Zone "DiscO-Zone" című lemezének amerikai kiadásán angolul is szerepel a dal, ahol "Words of Love" címen ismert.
Több országban is első helyen végzett a slágerlistákon, például Olaszországban, Franciaországban, Ausztriában, Svédországban, az USA-ban és az Egyesült Királyságban. Magyarországon is jól ismert dalnak számít, főleg az Irigy Hónaljmirigy "Numerakirály" című paródiája miatt. Emellett a Minisztár is énekli a számot, de az eredeti nyelven. Amerikában mém is készült a dal alapján, "Numa Numa" néven, amelyet a szám refrénjéből vettek. Ez a mém egy bizonyos Gary Brolsma által közreadott videóból származik, amelyen Brolsma maga táncol a Dragostea Din Tei-re. A videó számos ország "legjobb videói" listájára is felkerült. A román-olasz énekesnő, Haiducii is feldolgozta a számot, amely szintén népszerű lett, bár az O-Zone beperelte, ugyanis Haiducii nem kapott engedélyt az együttestől, hogy feldolgozza a számot.

## Listás helyezések
| Slágerlista (2004)                           | Legjobb helyezés |
| -------------------------------------------- | ---------------- |
| Ausztria (Ö3 Austria Top 40)                 | 1                |
| Belgium (Ultratop 50 Flanders)               | 2                |
| Belgium (Ultratop 50 Wallonia)               | 1                |
| Dánia(Tracklisten)                           | 1                |
| Európa (Eurochart Hot 100 Singles)           | 1                |
| Finnország (Suomen virallinen lista)         | 2                |
| Franciaország (SNEP)                         | 1                |
| Németország (Official German Charts)         | 1                |
| Írország (IRMA)                              | 1                |
| Olaszország (FIMI)                           | 1                |
| Hollandia (Top 40)                           | 1                |
| Hollandia (Single Top 100)                   | 1                |
| Norvégia (VG-lista)                          | 1                |
| Spanyolország (PROMUSICAE)                   | 1                |
| Svédország (Sverigetopplistan)               | 3                |
| Svájc (Schweizer Hitparade)                  | 1                |
| Egyesült Királyság (Official Charts Company) | 3                |
| USA Billboard Hot Dance Airplay              | 14               |
| USA Billboard Pop 100                        | 72               |

## Érdekességek
- A számot rengeteg számos egyéb nyelveken is éneklik.
- A Dragostea Din Tei jelentése: "Szerelem a hársfák alatt".